# Ugo di Grenoble

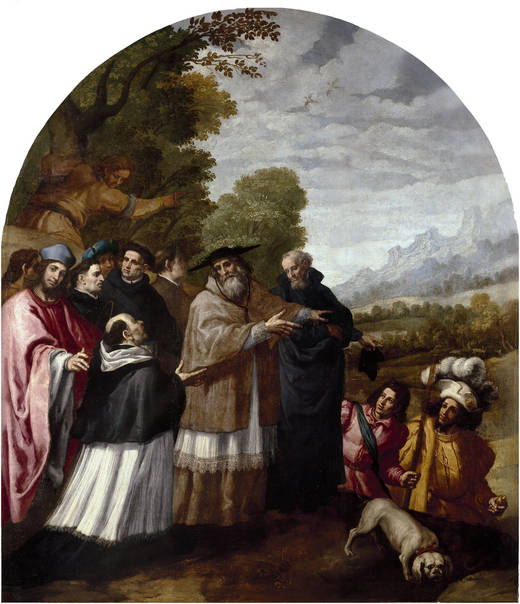
Vincenzo Carducci, Sant'Ugo accompagna San Bruno e i suoi sei compagni al massiccio della Chartreuse, 1626-1632, Madrid, Museo del Prado.

Ugo di Grenoble, noto anche come Ugo di Chateauneuf (Châteauneuf-sur-Isère, 1053 – Grenoble, 1º aprile 1132), fu un vescovo francese, fondatore dell'Ordine di Chalais; è venerato come santo dalla Chiesa cattolica.

## Biografia

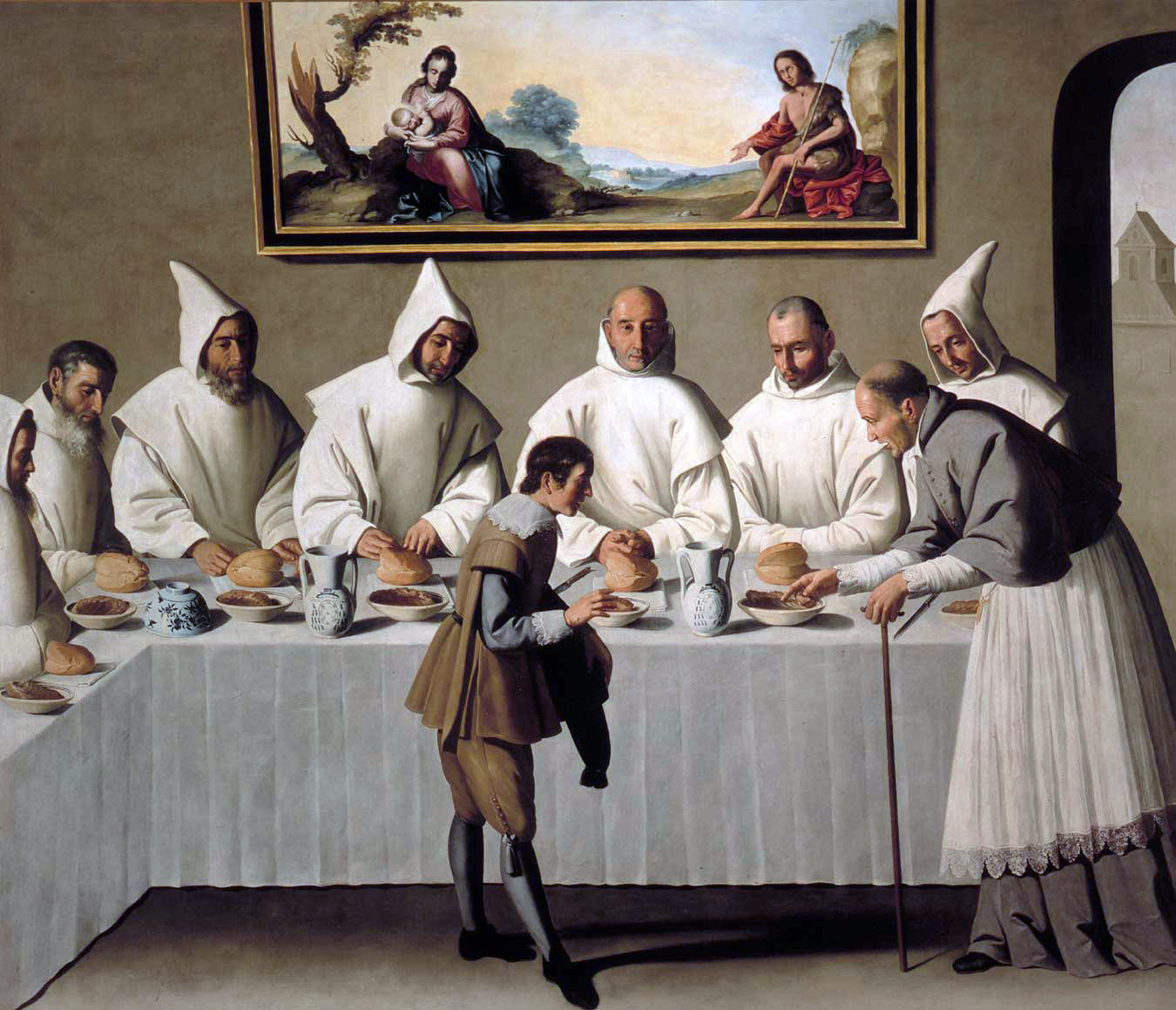
Sant'Ugo nel refettorio dei Certosini, di Francisco de Zurbarán

Ugo di Grenoble (o di Châteauneuf, dal paese del Delfinato che gli diede i natali) era canonico della cattedrale di Valence: nel 1080 fu eletto vescovo di Grenoble e svolse il suo ufficio distinguendosi nella lotta alla simonia, al nicolaismo e nell'opera di riforma ecclesiastica per la morigerazione dei costumi del clero.
Fu il fondatore dell'Ordine monastico di Chalais.
Condusse una lunga battaglia contro Ghigo III, conte di Albon, per recuperare alla diocesi i beni che le sarebbero stati sottratti dagli Albon. Per rafforzare quel che egli credeva un diritto della diocesi, Ugo fece scrivere la storia del vescovo Isarn, che strappò con le armi ai Saraceni la diocesi di Grenoble nella battaglia di Chevalon. Si trattò del preambolo ad una serie di documenti conosciuti come Cartolari di Sant'Ugo. Un accordo venne infine raggiunto nel 1099, quando Ghigo accettò di cedere alla diocesi i territori contesi in cambio del riconoscimento dell'autorità temporale degli Albon nei dintorni di Grenoble.
Nel 1084 donò a san Bruno il terreno dove venne eretta la prima abbazia dell'Ordine certosino.

## Culto
Venne canonizzato a Pisa da papa Innocenzo II il 22 aprile del 1134.
Memoria liturgica il 1º aprile.

## Genealogia episcopale
La genealogia episcopale è:
- Papa Gregorio VII
- Vescovo Ugo di Grenoble